# Niagara (gra planszowa)

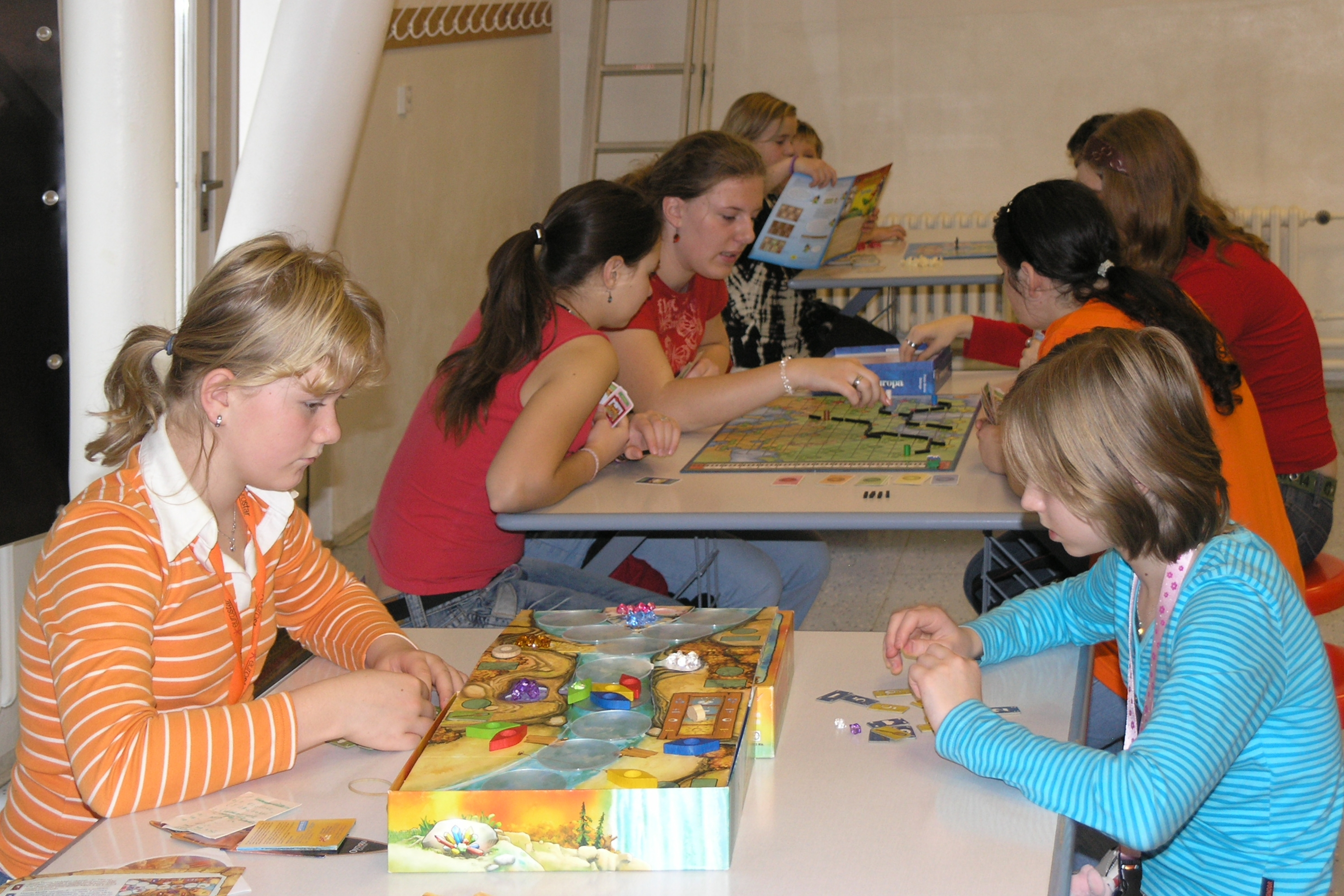
Niagara

Niagara – gra planszowa dla 2 do 5 graczy, zaprojektowana przez Thomasa Lieschinga wydana w 2004 roku przez wydawnictwo Zoch Verlag. W 2005 roku zdobyła nagrodę Spiel des Jahres. W Polsce gra została wydana w 2007 roku przez wydawnictwo Egmont.

## Rozgrywka
Rozgrywka toczy się na planszy przedstawiającej wodospad Niagara.

## Rozszerzenia
- Diamentowy Joe
- Spirits of Niagara